# SOLRAD 2
SOLRAD (SOLar RADiation) 2 era la designación pública de un satélite científico combinado de vigilancia y rayos X solares y ultravioleta, el segundo del programa SOLRAD desarrollado por el Laboratorio de Investigación Naval de la Marina de los Estados Unidos. El paquete científico SOLRAD a bordo del satélite daba cobertura al paquete de vigilancia electrónica GRAB (Galactic Radiation and Background), cuya misión era cartografiar la red de radares de defensa antiaérea de la Unión Soviética.
SOLRAD 2 fue lanzado junto con Transit 3A a bordo de un cohete Thor-Ablestar el 30 de noviembre de 1960, pero ambos satélites no alcanzaron la órbita cuando el propulsor voló fuera de rumbo y se destruyó, haciendo llover escombros sobre Cuba, lo que provocó las protestas oficiales del gobierno cubano. En consecuencia, los futuros vuelos de SOLRAD se programaron para evitar el sobrevuelo de Cuba durante el lanzamiento.

## Antecedentes

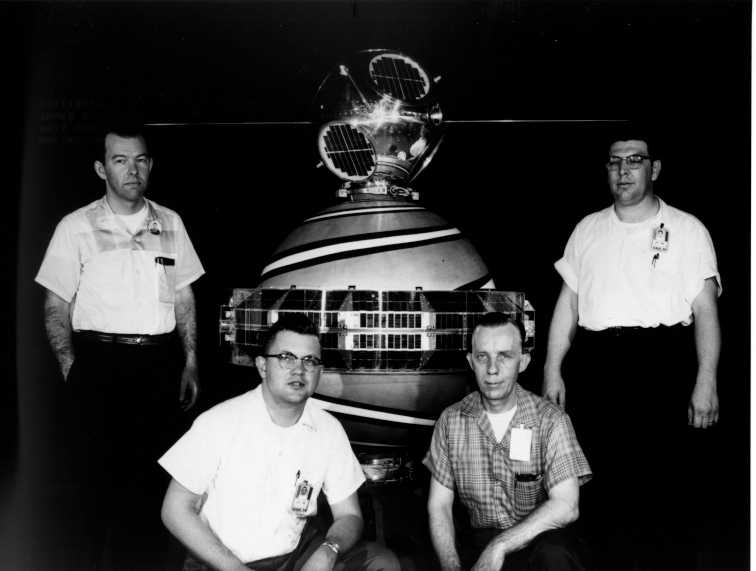
SOLRAD 1 sobre Transit 2A con cuatro de sus creadores. De izquierda a derecha: Martin J. Votaw, George G. Kronmiller, Alfred R. Conover y Roy A. Harding.

En 1957, la Unión Soviética comenzó a desplegar el misil tierra-aire S-75 Dvina, controlado por radares de control de tiro Fan Song. Este desarrollo hizo más peligrosa la penetración de bombarderos estadounidenses en el espacio aéreo soviético. Las Fuerzas Aéreas estadounidenses iniciaron un programa de catalogación de la ubicación aproximada y las frecuencias de funcionamiento individuales de estos radares, utilizando aviones de reconocimiento electrónico que volaban cerca de las fronteras de la Unión Soviética. Este programa proporcionó información sobre los radares situados en la periferia de la Unión Soviética, pero faltaba información sobre los emplazamientos situados más al interior. Se llevaron a cabo algunos experimentos utilizando radiotelescopios en busca de reflejos serendípicos de radares soviéticos en la Luna, pero esto resultó ser una solución inadecuada al problema.
En marzo de 1958, mientras el Laboratorio de Investigación Naval (NRL) estaba fuertemente involucrado en el Proyecto Vanguard, el esfuerzo de la Armada de EE. UU. para lanzar un satélite, el ingeniero del NRL Reid D. Mayo, determinó que un derivado del Vanguard podría ser utilizado para cartografiar emplazamientos de misiles soviéticos. Mayo había desarrollado previamente un sistema para submarinos que les permitía eludir a los aviones antisubmarinos captando sus señales de radar. Físicamente pequeño y mecánicamente robusto, podía adaptarse para caber dentro del pequeño armazón del Vanguard.
Mayo presentó la idea a Howard Lorenzen, jefe de la rama de contramedidas del NRL. Lorenzen promovió la idea dentro del Departamento de Defensa de EE. UU. (DoD), y seis meses más tarde el concepto fue aprobado bajo el nombre de «Tattletale». El presidente Eisenhower aprobó el pleno desarrollo del programa el 24 de agosto de 1959.
Tras una filtración de The New York Times, Eisenhower canceló el proyecto. El proyecto se reinició con el nombre de «Walnut» (al componente del satélite se le dio el nombre de «DYNO» después de que se hubiera implementado una mayor seguridad, incluyendo una mayor supervisión y la restricción del acceso al personal «estrictamente necesario de conocer». Los lanzamientos espaciales estadounidenses no estaban clasificados en ese momento, y se deseaba una misión de cobertura de co-vuelo que compartiera el espacio con DYNO para ocultar la misión de vigilancia electrónica de DYNO de sus objetivos previstos.
El estudio del espectro electromagnético del Sol ofrecía una oportunidad de cobertura ideal. La Marina estadounidense había querido determinar el papel de las erupciones solares en las interrupciones de las radiocomunicaciones y el nivel de peligro para los satélites y astronautas que suponía la radiación ultravioleta y de rayos X. Hasta entonces no había sido posible realizar un estudio de este tipo, ya que la atmósfera terrestre bloquea la salida de rayos X y ultravioleta del Sol de la observación desde tierra. Además, la radiación solar es impredecible y fluctúa rápidamente, por lo que los cohetes de sondeo suborbitales no son adecuados para la tarea de observación. Se necesitaba un satélite para el estudio continuo y a largo plazo del espectro solar completo.

Longitudes de onda de la luz bloqueadas por la atmósfera terrestre

El NRL ya disponía de un observatorio solar específico, el Vanguard 3, lanzado en 1959. Vanguard 3 había llevado detectores de rayos X y ultravioleta, aunque habían quedado completamente saturados por la radiación de fondo de los cinturones de Van Allen. El desarrollo del satélite DYNO a partir del diseño de Vanguard corrió a cargo del ingeniero del NRL Martin Votaw, al frente de un equipo de ingenieros y científicos del Proyecto Vanguard que no habían emigrado a la NASA. El satélite de doble propósito pasó a llamarse GRAB («Galactic Radiation And Background»), en ocasiones GREB («Galactic Radiation Experiment Background»), y en su vertiente científica SOLRAD («SOLar RADiation»).
El 13 de abril de 1960 se lanzó con éxito un simulador de masa ficticia SOLRAD, acoplado a un Transit 1B probando la técnica de lanzamiento de satélites dobles. El 5 de mayo de 1960, sólo cuatro días después de que el derribo del vuelo U-2 de Gary Powers sobre la Unión Soviética pusiera de manifiesto la vulnerabilidad de la vigilancia basada en aviones, el presidente Eisenhower aprobó el lanzamiento de un satélite SOLRAD operativo. SOLRAD/GRAB 1 fue puesto en órbita el 22 de junio de 1960, convirtiéndose tanto en el primer satélite de vigilancia del mundo como en el primer satélite en observar el Sol en rayos X y luz ultravioleta.

## Nave espacial

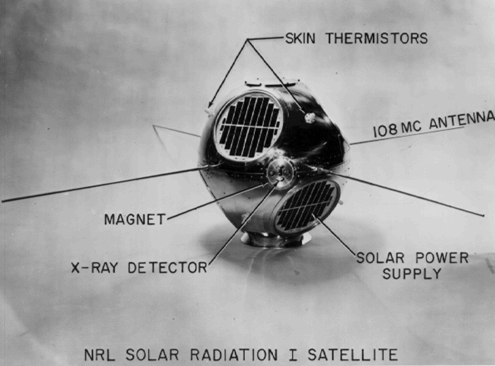
Longitudes de onda de la luz bloqueadas por la atmósfera terrestre

SOLRAD 2 era aproximadamente un duplicado de su predecesor, SOLRAD/GRAB 1, esférico y de 51 cm (20 in) de diámetro, ligeramente más ligero que SOLRAD/GRAB 1 a pesar de transportar los mismos experimentos científicos (18 kg (40 lb) frente a 19,05 kg (42,0 lb)), y alimentado por seis parches circulares de células solares. Las células solares alimentaban nueve baterías de celdas D en serie (12 voltios en total) proporcionando 6 vatios de potencia.
El paquete científico SOLRAD del satélite incluía dos fotómetros Lyman-alfa (cámaras de iones de óxido nítrico) para el estudio de la luz ultravioleta en el rango de longitudes de onda de 1.050-1.350 Å y un fotómetro de rayos X (una cámara de iones de argón) en el rango de longitudes de onda de 2-8 Å, todos ellos montados alrededor del ecuador del satélite. Al igual que en SOLRAD 1, se instalaron imanes permanentes para desviar las partículas cargadas de las ventanas de los detectores con el fin de solucionar el problema de saturación que había afectado a la misión Vanguard 3.
El equipo de vigilancia GRAB del satélite fue diseñado para detectar radares de defensa aérea soviéticos que emitían en la banda S (1.550-3.900 MHz), 32 sobre un área circular de 6.500 km (4.000 mi) de diámetro bajo él. Un receptor en el satélite fue sintonizado a la frecuencia aproximada de los radares, y su salida se utilizó para activar un transmisor separado de muy alta frecuencia (VHF) en la nave espacial. Al sobrevolar la Unión Soviética, el satélite detectaba los impulsos de los radares de misiles y los retransmitía inmediatamente a las estaciones terrestres estadounidenses situadas en su radio de acción, que grababan las señales y las enviaban al NRL para su análisis. Aunque el receptor del GRAB era omnidireccional, buscando las mismas señales en múltiples pasadas y comparándolas con la localización conocida del satélite, se podía determinar la ubicación aproximada de los radares, junto con su frecuencia exacta de repetición de impulsos.

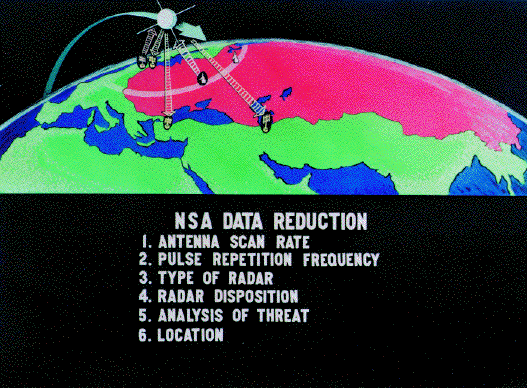
«Reducción de datos NSA», que indica la información que se obtendrá al procesar el enlace descendente del satélite.

La telemetría se enviaba a través de cuatro antenas tipo látigo de 63,5 cm (25,0 pulgadas) de longitud montadas en el ecuador del SOLRAD. La telemetría científica se enviaba en 108 MHz, la frecuencia estándar del Año Geofísico Internacional utilizada por el Vanguard. Los comandos desde tierra y la vigilancia electrónica se recogían a través de antenas más pequeñas en 139 MHz. Los datos recibidos en tierra se grababan en cinta magnética y se enviaban por correo al NRL, donde se evaluaban, duplicaban y remitían a la Agencia de Seguridad Nacional (NSA) en el Fuerte Meade del Ejército, Maryland, y al Mando Aéreo Estratégico (SAC) en la Base Aérea Offut de Omaha, Nebraska, para su análisis y procesamiento.
Como la mayoría de las primeras naves espaciales automáticas, SOLRAD 2, aunque con giro estabilizado, carecía de sistemas activos de control de actitud, por lo que escaneaba todo el cielo sin centrarse en una fuente concreta. Para que los científicos pudieran interpretar correctamente la fuente de los rayos X detectados por SOLRAD 2, la nave espacial llevaba una fotocélula de vacío para determinar el momento en que el Sol incidía sobre sus fotómetros y el ángulo en que la luz solar incidía sobre ellos.

## Misión

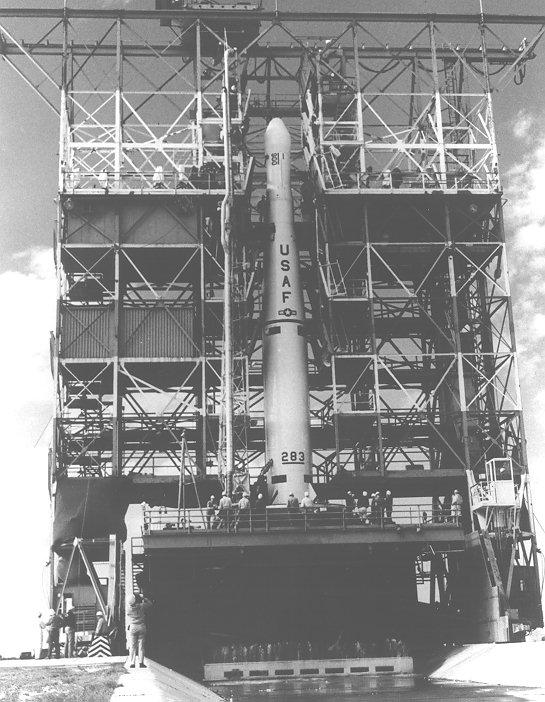
Thor-Ablestar de SOLRAD 2 el día de su lanzamiento

En noviembre de 1960, Votaw y su equipo de 14 hombres condujeron los componentes técnicos para el lanzamiento de SOLRAD 2 (cargados en los maleteros de sus propios coches) desde la sede del NRL en Washington D. C. hasta Cabo Cañaveral, ya que se había descartado el vuelo debido a la reciente racha de secuestros aéreos a Cuba. A su llegada, el equipo del NRL instaló una estación terrestre provisional en un hangar situado en la zona oeste de Cabo Cañaveral. El propulsor de SOLRAD 2 (primera etapa Thor No. 283 y segunda etapa Able-Star 006) se instaló a casi cinco kilómetros de distancia, en la plataforma LC-17B de Cabo Cañaveral.
Al igual que el SOLRAD 1 (pero ningún otro lanzamiento estadounidense hasta la fecha), el curso del SOLRAD 2 hasta la órbita lo llevó sobre la isla caribeña de Cuba. Como resultado de la destrucción del cohete, cayeron fragmentos sobre la provincia cubana de Oriente, en el extremo oriental de la isla, al noroeste de la base de la Marina estadounidense en la bahía de Guantánamo. El puesto del Ejército cubano en Holguín informó de la caída de fragmentos a lo largo de una franja de 518 km² e informó de la recuperación de «dos esferas [sic] completas, dos aparatos en forma de conos y varios cilindros» con inscripciones en inglés. Uno de los restos recuperados se describió como una «esfera sellada de unas 40 libras». Dado que el satélite Vanguard TV-3 sobrevivió a la explosión de un propulsor, es posible que se tratara del SOLRAD 2, recuperado intacto. Los objetos fueron entregados al cuartel general del ejército en Palma Soriano. Según un documento chino de 1988, parte de los restos recuperados se vendieron a la República Popular China y se utilizaron como ayuda para el diseño de la segunda etapa del misil balístico intercontinental CSS-4 (ICBM).
El gobierno cubano protestó por el incidente: Revolución, un periódico oficial cubano, acusó a Estados Unidos de «provocación yanqui», y las emisoras de radio gubernamentales denunciaron lo que describieron como esfuerzos por destruir el régimen de Castro. Cuba presentó una queja oficial ante las Naciones Unidas. En respuesta a estas protestas, se pospusieron los lanzamientos estadounidenses que sobrevolaban Cuba, se introdujeron mejoras en el sistema de seguridad del polígono de Cabo Cañaveral y se programaron los futuros vuelos de SOLRAD para que siguieran un rumbo más septentrional hacia la órbita durante el lanzamiento que no sobrevolara Cuba.

## Legado
La serie SOLRAD/GRAB voló tres veces más, finalizando con la misión SOLRAD 4B lanzada el 26 de abril de 1962. De las cinco misiones SOLRAD/GRAB, sólo SOLRAD/GRAB 1 y SOLRAD 3/GRAB 2 fueron un éxito, las demás no alcanzaron la órbita. En 1962, todos los proyectos estadounidenses de reconocimiento aéreo se consolidaron bajo la Oficina Nacional de Reconocimiento (NRO), que decidió continuar y ampliar la misión GRAB a partir de julio de 1962 con un conjunto de satélites de nueva generación, cuyo nombre en clave era POPPY. Con el inicio de POPPY, los experimentos SOLRAD ya no se llevarían a cabo en satélites espía electrónicos, sino que ahora tendrían sus propios satélites, lanzados junto con las misiones POPPY para proporcionar cierta cobertura a la misión. A partir de SOLRAD 8, lanzado en noviembre de 1965, los últimos cinco satélites SOLRAD fueron satélites científicos lanzados individualmente, tres de los cuales también recibieron números del programa Explorer de la NASA. El último de esta serie final de satélites SOLRAD voló en 1976. En total, hubo trece satélites operativos de la serie SOLRAD. El programa GRAB fue desclasificado en 1998.